# 14203 Hocking
14203 Hocking este un asteroid din centura principală de asteroizi.

## Descriere
14203 Hocking este un asteroid din centura principală de asteroizi. A fost descoperit pe 25 decembrie 1998 la Kitt Peak National Observatory în cadrul proiectului Spacewatch. El prezintă o orbită caracterizată de o semiaxă mare de 3,07 ua, o excentricitate de 0,11 și o înclinație de 9,5° în raport cu ecliptica.